# SS-520
SS-520 è un razzo-sonda giapponese a propellente solido, utilizzato per lanciare carichi per esperimenti scientifici nell'alta atmosfera. È il più potente razzo-sonda giapponese attualmente in servizio. Può effettuare un volo suborbitale raggiungendo una quota massima di 800 Km con un carico utile di 140 Kg. Il suo primo volo ha avuto luogo nel 1998. Successivamente, l'Institute of Space and Astronautical Science (ISAS), che gestisce l'attività scientifica spaziale in Giappone, ha deciso di trasformarlo in un lanciatore di nanosatelliti mettendo a punto, all'inizio del 2017, una versione del razzo-sonda dotato di un terzo stadio con la capacità di mettere in orbita un carico utile di 4 kg. Dopo un primo lancio effettuato all'inizio del 2017 che si è concluso con un fallimento, questa versione del razzo è riuscita a mettere in orbita un nanosatellite il 3 febbraio 2018. Con una massa di 2,6 tonnellate, l'SS-520 è diventato il lanciatore più piccolo mai progettato, superando il record del Lambda 4S, anche questo giapponese.

## Caratteristiche tecniche
L’SS-520 è un razzo a due stadi e ha complessivamente un'altezza di 9,70 m, un diametro di 0,52 m e una massa di 2,6 tonnellate. Il primo stadio ha un tempo di accensione di 67 secondi ed è stabilizzato aerodinamicamente. Il secondo stadio ha un tempo di accensione di 69 secondi ed è stabilizzato come il primo stadio. La versione per il lancio di nanosatelliti è dotata di un terzo stadio, con un tempo di accensione di 25 secondi.